# Ewell
Pour les articles homonymes, voir Ewell.
Ne doit pas être confondu avec Ewelle.
Ewell est un village du borough d'Epsom and Ewell, dans le Surrey. Ewell se prononce comme You-el, donc contre l'intuition parmi les anglophones par exemple. Il est situé à côté d'une limite sud-ouest du Grand Londres, mais a néanmoins conservé un caractère un peu rural, ainsi que ses voisins immédiats, sauf la partie plus proche de Tolworth.  La ville ou le grand village est essentiellement pavillonnaire et il n'y a pratiquement ni immeubles, ni boulevards.

## Histoire
Il apparaît sous le nom Etwelle dans le Domesday Book. Le nom signifie en vieil anglais « source de rivière », un terme approprié, car une rivière (la Hogsmill River) a sa source ici. Le village de Temple Ewell dans le Kent a la même étymologie. Le palais de Sans-Pareil (Nonsuch), construit sous Henri VIII, se dressait au nord-est du village.
L'église paroissiale, dédiée à Sainte-Marie (St Mary's Church) date du XIIIe siècle, mais, à l'exception de la tour, l'ancienne église a été détruite et remplacée par l'édifice actuel, sur un site proche, en 1848. En 1973, l'église a été gravement endommagée par incendie, mais une copie de La Lumière du monde par William Holman Hunt a été sauvegardée.

## Géographie
Il comptait 34 872 habitants au recensement de 2011, pourtant le district (voir Epsom et Ewell) compte plus de 50 000 habitants.  Il y a un village ou un centre-ville animé, mais les liaisons régulières et rapides en bus et aussi en train vers Epsom, Sutton et Kingston upon Thames signifient que de nombreux événements culturels et vie nocturne s'y déroulent, un fait illustré par leurs théâtres et cinémas, entre autres.